# Expedice 34
Expedice 34 byla třicátou čtvrtou expedicí na Mezinárodní vesmírnou stanici (ISS). Expedice trvala od listopadu 2012 do března 2013. Byla šestičlenná, tři členové posádky přešli z Expedice 33, zbývající trojice na ISS přilétla v Sojuzu TMA-07M.
Sojuz TMA-06M a Sojuz TMA-07M expedici sloužily jako záchranné lodě.

## Posádka
| Pozice            | 1. část (listopad – prosinec 2012)     | 2. část (od prosince 2012 do března 2013) |
| ----------------- | -------------------------------------- | ----------------------------------------- |
| Velitel           | Kevin Ford (2), NASA                   | Kevin Ford (2), NASA                      |
| Palubní inženýr 1 | Oleg Novickij (1), Roskosmos (CPK)     | Oleg Novickij (1), Roskosmos (CPK)        |
| Palubní inženýr 2 | Jevgenij Tarelkin (1), Roskosmos (CPK) | Jevgenij Tarelkin (1), Roskosmos (CPK)    |
| Palubní inženýr 4 |                                        | Roman Romaněnko (2), Roskosmos (CPK)      |
| Palubní inženýr 5 |                                        | Christopher Hadfield (3), CSA             |
| Palubní inženýr 6 |                                        | Thomas Marshburn (2), NASA                |

V závorkách je uveden dosavadní počet letů do vesmíru včetně této mise.
Zdroj pro tabulku: ASTROnote.
Záložní posádka:
- Christopher Cassidy, NASA
- Pavel Vinogradov, Roskosmos (RKK Eněrgija)
- Alexandr Misurkin, Roskosmos (CPK)
- Fjodor Jurčichin, Roskosmos (CPK)
- Luca Parmitano, ESA
- Karen Nybergová, NASA